# Science and Environmental Policy Project
Das Science and Environmental Policy Project (SEPP) ist eine 1990 von Fred Singer gegründete Organisation, die dafür bekannt ist, diverse wissenschaftliche Erkenntnisse zu bestreiten. Beschrieben wird SEPP sowohl als Think Tank als auch als Astroturfing-Organisation.
Wissenschaftler wie Michael E. Mann zufolge verfolgt das Science and Environmental Policy Project das Ziel, wissenschaftliche Erkenntnisse zum Ozonabbau, der globalen Erwärmung, den Gesundheitsgefahren des Tabakkonsums und weiterer Umwelt- und Gesundheitsprobleme zu diskreditieren. Während sich SEPP zunächst mit der Verteidigung des Tabakkonsums sowie dem Kleinreden der damit einhergehenden Gesundheitsrisiken befasste, spezialisiert es sich später vor allem auf die Klimawandelleugnung. Ihren Sitz hat SEPP in Arlington County nahe Washington, D.C.
2016 verfügte SEPP über ein Jahresbudget mehr als zwei Millionen Dollar. Finanziert wird SEPP u. a. von Industrieorganisationen, Privatpersonen und Stiftungen, die überwiegend eine Deregulierungs-Agenda verfolgen. Zudem erhielt SEPP Gelder von Industrieunternehmen, darunter ExxonMobil, Royal Dutch Shell, Unocal, ARCO, sowie dem Gründer und Oberhaupt der sogenannten Vereinigungskirche, Sun Myung Moon.

## Personal
Gegründet wurde SEPP 1990 von Fred Singer, einem Physiker und Raketenwissenschaftler, der zuvor u. a. am "Departement of Environmental Sciences" der Universität von Virginia gearbeitet hatte und für SEPP die akademische Welt verließ. Singer erhielt über die Jahre erhebliche Gelder von Unternehmen verschiedener Industriebranchen, unter anderem Philip Morris, Monsanto und Texaco, und gilt gemäß Michael E. Mann als der Produktivste der "universell einsetzbaren käufliche[n] Leugner" wissenschaftlicher Erkenntnisse. Als Vorsitzender des Board of Directors, in dem unter anderem William Nierenberg saß, fungierte Fred Seitz; ein Physiker und ehemaliger Präsident der National Academy of Sciences, der nach seiner Karriere ebenfalls dazu überging, diverse Umwelt- und Gesundheitsprobleme zu bestreiten.

## Positionen und Aktionen
Sepp wird in der wissenschaftlichen Fachliteratur als bedeutender Verbreiter von Umweltskepsis angesehen, die vor allem durch Leugnung der Existenz von Umweltproblemen wie z. B. dem Verlust der Biodiversität und der globalen Erwärmung definiert wird.
Mit Hilfe von SEPP begann Singer ebenfalls verschiedene Petitionen vermeintlicher Experten zu kreieren; eine Taktik, die seither regelmäßig von Klimaleugnern angewandt wird. Anfang 1992 verbreitet SEPP eine von Fred Singer verfasste Erklärung mit dem Titel "Statement by Atmospheric Scientists on Greenhouse Warming", die als Präventivschlag gegen etwaige Ergebnisse der Umweltkonferenz von Rio 1992 geplant war. Die Erklärung, die unter anderem auch von weiteren aus Kreisen der Wissenschaft stammenden Klimawandelleugnern wie Richard Lindzen und Patrick J. Michaels unterschrieben wurde, wandte sich gegen ein "System globaler Umweltregulierungen inklusive der Einführung von Energiesteuern", die aus "hochgradig unsicheren wissenschaftlichen Theorien" abgeleitet würden. Derartige Politikinstrumente basierten auf der "unbelegten Annahme, dass eine katastrophale globale Erwärmung aus der Verbrennen fossiler Energieträger" resultiere und "sofortiges Handeln" nötig sei. Diesen Aussagen würden die Autoren nicht zustimmen.
1995 war SEPP ein Sponsor einer in Leipzig abgehaltenen Konferenz mit dem Titel „The Greenhouse Controversy“, aus der die Leipziger Erklärung hervorging, ein europäisches Manifest, in der die Ernsthaftigkeit des Klimawandels bestritten wurde. Zu den Unterzeichnern dieser Erklärung gehören unter anderem die prominenten Klimaleugner Robert Balling, Hugh Ellsaesser, David Legates, Richard Lindzen, Patrick Michaels and Frederick Seitz. Die Petition, die angeblich von 80 Naturwissenschaftlern und 25 TV-Meteorologen unterzeichnet wurde, wurde nach ihrem Erstveröffentlichung 1995 in den Jahren 1997 und 2005 erneut verbreitet. 1997 versuchte ein dänischer Journalist die Unterschriften damals 82 angegebenen Unterschriften zu verifizieren. Dabei kam er zu folgendem Ergebnis: Vier Unterzeichner konnte er nicht finden, zwölf Personen bestritten, die Petition unterzeichnet zu haben, manche von diesen gaben sogar an, nie von der Petition gehört zu haben, viele hatten keinerlei Fachkompetenz in den relevanten Themengebieten, und zwei – Balling und Michaels – hatten finanzielle Verbindungen zur deutschen Kohleindustrie bzw. zur Regierung von Kuwait.
1996 publizierte SEPP in einer PR-Kampagne eine Liste der 5 größten, von ihnen wahrgenommenen Umweltmythen des Jahres: Diese seien:
- die globale Erwärmung und der Klimavertrag
- Stratosphärisches Ozon und Hautkrebs
- die Passivrauch-Angstmacherei
- die faule Radon-Angstmacherei
- sowie das Anstreben von Null-Risiko-Politik, die das Verbot aller Lebensmittelzusatzstoffe anstrebe "die sich als krebserregend herausstellten, wenn man sie in riesigen Dosen an Ratten" verfüttere[6]

In den 2000er Jahren war SEPP maßgeblich mit beteiligt an der Gründung des NIPCCs, einer Vereinigung, die Klimawandelleugner als Gegengremium zum sog. Weltklimarat IPCC präsentieren. 2003 veranstaltete Fred Singer über SEPP eine Konferenz in Italien, die zum Ziel hatte, den vierten Sachstandsbericht des IPCCs zu beurteilen. Daraufhin taten sich im Jahr 2008 Singer, SEPP und das Heartland Institute zusammen, um einen eigenen Bericht mit dem Titel Nature, not Human Activity Rules the Climate zu verfassen, der als Gegenstück zum IPCC konzipiert war. Später publizierte der NIPCC einen weiteren Bericht. Dieser wurde von 3 Hauptautoren, 12 Kapitelautoren und 38 weiteren Beteiligten aus diversen Disziplinen verfasst, von denen jedoch kaum welche über einen echten akademischen Hintergrund in der Meteorologie oder anderer klimarelevanter Fachbereiche verfügten. Stattdessen arbeiteten viele Autoren für einschlägige Think Tanks wie das US-amerikanische Center for the Study of Carbon Dioxide and Global Change oder das australische Institute of Public Affairs.
2018 trat SEPP zusammen mit CFACT, der CO2 Coalition, der Heritage Foundation sowie dem Competitive Enterprise Institute als einer der Sponsoren der jährlichen Konferenz des Heartland Institutes im Trump International Hotel in Washington D.C. auf.

## Verbindungen
Aus SEPP ging das International Center for a Scientific Ecology mit Sitz in Paris hervor. Die PR-Agentur APCO, die für den Tabakkonzern Philip Morris die Astroturfing-Organisation TASSC konzipierte, empfahl TASSC, ein "öffentliches Informationsbüro" einzurichten, das sich abstimmt mit weiteren Organisationen wie SEPP, die "tangentiale Ziel" besäßen.